# رافائيل تولوي
رافائيل تولوي (بالبرتغالية: Rafael Toloi‏) (مواليد 10 أكتوبر 1990 في جلوريا دي أويستي، البرازيل) هو لاعب كرة قدم إيطالي وُلد في البرازيل، يلعب مع نادي أتالانتا ومع منتخب إيطاليا لكرة القدم في مركز قلب الدفاع و‌الظهير الأيمن.

## حياة شخصية
هو برازيلي الأصل سكنت عائلته إيطاليا وسبق أن مثل فئات البرازيل العمرية. هو متزوج.

## وصلات خارجية
- رافائيل تولوي على موقع الاتحاد الدولي (مؤرشف)  (الإنجليزية)
- رافائيل تولوي على موقع الاتحاد الأوربي (الإنجليزية)
- رافائيل تولوي على موقع إي إس بي إن إف سي (الإنجليزية)
- رافائيل تولوي على موقع قاعدة بيانات كرة القدم.إي يو (الإنجليزية)
- رافائيل تولوي على موقع ليكيب (الفرنسية)
- رافائيل تولوي على موقع ناشيونال فوتبول تيمز (الإنجليزية)
- رافائيل تولوي على موقع Soccerbase.com (لاعب) (الإنجليزية)
- رافائيل تولوي على موقع Soccerway.com (الإنجليزية)
- رافائيل تولوي على موقع عالم كرة القدم.نت (الإنجليزية)
- رافائيل تولوي على موقع AS.com (الإسبانية)